# Kołosiwka (rejon połoński)
Kołosiwka, Kołosówka (ukr. Колосівка, pol. hist. Wojciechówka) – wieś na Ukrainie w rejonie połońskim obwodu chmielnickiego.

## Pałac
Piękna rezydencja właścicieli wsi położona nad Słuczą wybudowana 1878 r. przez Adama Domaradzkiego według projektu architekta Ludwika Prewala. Parterowy pałac kryty dachem dwuspadowym, z dwupiętrową, okrągłą więżą po lewej stronie posiadał 14 pokoi, bibliotekę we wspomnianej wieży z 7.000 woluminów. Po prawej stronie pałacu piętrowe skrzydło kryte dachem dwuspadowym skierowanym szczytem do frontu.